# 佐々木祐希
佐々木 祐希（ささき ゆうき、1992年5月21日 - ）は、宮城県仙台市出身のプロアイスホッケー選手。ポジションはディフェンス。アジアリーグアイスホッケーのH.C.栃木日光アイスバックスに所属。

## 経歴
駒澤大学附属苫小牧高等学校を卒業後、法政大学に進学し、海外リーグと東北フリーブレイズを経て、2023年6月14日にH.C.栃木日光アイスバックスへ入団。
2023-2024シーズンはシーズン中の12月に横浜市で開催された第91回全日本アイスホッケー選手権大会にアイスバックスの選手として参加。アイスバックスは優勝を果たし、佐々木自身も優勝を経験することになった。
オフの2024年5月21日にアイスバックスと契約を更新した。

## 人物
趣味は愛犬と遊ぶこと。好きな芸能人は倉科カナ。

## 詳細情報

### 背番号
- 40（2023年 - ）

### 代表歴
- U-18 日本代表 2回
- U-20 日本代表 2回